# Hungaroring megállóhely
Hungaroring megállóhely egy megszűnt HÉV-megállóhely Kerepes településen, melyet a Budapesti Közlekedési Zrt. (BKV) üzemeltetett.

## Forgalom
A megállóhelyen ideiglenesen álltak meg a szerelvények a Formula–1 magyar nagydíjak idején. 2009-től Szilasliget vagy Mogyoród állomástól érhető el a Hungaroring.